# Сафаров, Рамиль Сахиб оглы
Рами́ль Сахи́б оглы Сафа́ров (азерб. Ramil Sahib oğlu Səfərov; род. 25 августа 1977 года, с. Шукюрбейли, Джебраильский район) — азербайджанский офицер, получивший известность в связи с совершённым им в 2004 году убийством спящего армянского офицера Гургена Маргаряна, вместе с которым он проходил обучение в рамках программы НАТО «Партнёрство во имя мира» в Будапеште. В 2006 году в Будапеште был приговорён венгерским судом к пожизненному тюремному заключению.
31 августа 2012 года был передан Азербайджану для дальнейшего отбытия наказания, в тот же день был помилован указом президента Азербайджана Ильхама Алиева. В Азербайджане Сафарова встретили как героя, он получил в подарок квартиру и был повышен до майора, с выплатой жалования за восемь лет, которые он провёл в заключении. Решение о передаче Рамиля Сафарова Азербайджану привело к разрыву дипломатических отношений между Арменией и Венгрией. Освобождение и героизация Сафарова были осуждены многочисленными представителями международных организаций. Ильхам Алиев отверг эти обвинения как «необоснованные».

## Биография
Рамиль Сафаров родился 25 августа 1977 года в селе Шукюрбейли Джебраильского района Азербайджанской ССР. Третий из четырёх братьев. В 1991 году, после окончания 8-го класса средней школы города Джебраил, переехал в Баку, где поступил в Военное училище им. Дж. Нахичеванского. Через год учёбы Рамиль как отличник был отправлен для продолжения учёбы в Турцию, где провёл следующие девять лет: сначала в военном лицее Малтепе в Измире (1992—1996 гг.), затем — в училище сухопутных войск в Анкаре (1996—2000 гг.). После окончания учёбы прошёл годичную стажировку в турецких вооружённых силах в Стамбуле. В 2001 году вернулся в Азербайджан. После десяти месяцев службы в Кедабекском районе Азербайджана, в марте 2002 года, был переведён на должность командира роты в Азербайджанское высшее военное училище в Баку. Там Сафаров начал изучать английский язык, и командование сообщило ему о возможности в будущем продолжить военное обучение в США.
По сообщению азербайджанской газеты «Эхо», в августе 1993 года, в то время как Рамиль Сафаров учился в Турции, армянские вооружённые формирования в ходе Первой карабахской войны заняли его родное село, и семья Рамиля была вынуждена, оставив всё, бежать в Баку и жить там впятером в одной комнате университетского общежития. В ходе этой войны двое родственников Сафарова пропали без вести, а ещё трое — погибли, сражаясь с армянскими формированиями.

### Личная жизнь
9 октября 2012 года состоялась свадьба Рамиля Сафарова и Шабнам Гюльмамедовой. 28 мая 2014 года у Рамиля и Шабнам Сафаровых родилась дочь, которую назвали Севги.
По вероисповеданию — мусульманин-шиит.

## Убийство Гургена Маргаряна
В январе 2004 года 26-летний старший лейтенант Рамиль Сафаров и ещё один офицер из Азербайджана прибыли в Будапешт для прохождения трёхмесячных курсов английского языка в рамках программы «Партнёрство во имя мира». На курсах, организованных НАТО для военных из разных стран, обучались также и два армянских офицера: 25-летний Гурген Маргарян и Айк Макучян. Все курсанты проживали в общежитии Университета национальной обороны Венгрии имени Миклоша Зриньи.
Вечером 18 февраля Сафаров приобрёл в магазине топор и точильный камень. Он принёс их в сумке в свою комнату общежития, где наточил топор. В этот вечер Сафаров был в комнате один, так как его сосед, украинский офицер, уехал на родину на похороны родственника.
Около 5 часов утра 19 февраля Сафаров проник через незапертую дверь в ту комнату общежития, где проживал Маргарян и его венгерский сокурсник Балаж Кути (венг. Kuti Balázs). Он нанёс спящему Маргаряну 16 ударов топором по голове и шее, почти отделив его голову от туловища. Кути, проснувшийся от шума, был шокирован увиденной картиной, начал кричать на Сафарова, чтобы он остановился, а затем выбежал из комнаты в поисках помощи. 
У кровати [Маргаряна] я увидел нашего однокурсника-азербайджанца с топором с длинной рукоятью. Я встал с кровати и на венгерском, нет, на английском, сказал ему: "Прекрати! Что ты делаешь?". Я был просто шокирован, увидев, как мой сосед лежит на спине, у него сочится кровь из головы и шеи, и он хрипит, будто ему не хватает воздуха. Когда я закричал на [нападавшего], он повернулся ко мне и сказал — или я это понял по его жесту, — что со мной проблем нет, и даже после этого он нанёс два удара или больше, а затем вышел из комнаты, и я вышел за ним. Он ушёл с таким выражением лица, будто успешно справился с очень важным делом. Я побежал за помощью; он повернул направо по коридору, а я налево.

Сафаров тем временем направился с топором в комнату Макучяна. Однако дверь спальни, в которой проживал последний, оказалась заперта, и Сафаров начал выкрикивать его имя, требуя открыть дверь. Сосед Макучяна по комнате, офицер из Литвы, остановил его, когда тот уже направился к двери, чтобы открыть её Сафарову. Сафаров попытался взломать дверь топором, но к тому времени проснулись и вышли в коридор курсанты из соседних комнат, которые стали уговаривать его остановиться.
Прибывшая вскоре венгерская полиция, вызванная Балажом Кути, арестовала Сафарова. Согласно СМИ и неофициально опубликованному протоколу первого допроса Сафарова, он объяснил мотивы своего поступка так:
Армяне оккупировали место моего рождения 25 августа 1993 года. Я не знаю, сколько человек погибло в это время, но думаю, что много. Это было время, когда я потерял часть своих близких родственников... Я жалею, что ни одного армянина до сих пор не убил… Меня армия послала на эти курсы, и здесь я узнал, что с нами на курсах находятся двое армян. Скажу, что во мне против армян зародилась ненависть. Вначале ещё здоровались, то есть они здоровались со словами «хай», но я не отвечал им, и любопытно было то, что когда они прошли мимо, то что-то пробормотали на армянском и улыбнулись мне в лицо. В этот момент я решил их убить, то есть отрубить им головы (утром). Именно таким способом армяне убивали азербайджанцев.
Заявление Сафарова о том, что он «не имел ничего личного против армянского офицера Гургена Маргаряна», а совершил убийство по «этническим» мотивам, первоначально было опубликовано и в азербайджанской прессе. Однако в официальном комментарии этого события со стороны МИД Азербайджана, сделанном на следующий день после убийства, помимо соболезнований семье погибшего, были сразу выдвинуты обвинения в том, что «армянский военнослужащий неоднократно делал заявления, задевающие честь и достоинство офицера и гражданина Азербайджана, оскорбляющие память жертв армянской агрессии». Впоследствии, на суде, данной версии стал придерживаться и Рамиль Сафаров.

## Суд
Судебный процесс над Рамилем Сафаровым начался в Будапеште 23 ноября 2004 года.
На суде Сафаров отказался от части своих первоначальных показаний. Он обосновал такое поведение тем, что плохо владеет русским и английским языками, на которых с ним говорили следователи. Сафаров согласился дать дополнительные показания в ходе судебного расследования и заявил, что армянские сокурсники издевались над ним и его земляками. Например, по рассказу Сафарова, он подарил венгерскому сокурснику на день рождения брелок с изображением азербайджанского флага, а когда Маргарян его увидел, то якобы сказал венгру, что красная полоса на флаге — «это их кровь, которую мы им выпустили, надо им ещё все кишки вырвать». Однако ни эта, ни другие истории Сафарова, не были подтверждены кем-либо из свидетелей, что позволило представителям обвинения усомниться в том, что эти случаи вообще когда-либо имели место.
Адвокаты Сафарова построили защиту на версии о том, что их клиент страдает посттравматическим синдромом, развившимся у него в результате стресса, полученного во время боевых действий в Джебраильском районе, откуда он родом. Было проведено четыре судебно-медицинские экспертизы психического здоровья Сафарова. Одна из них показала, что в момент совершения преступления он был ограниченно вменяем. Три остальных экспертизы, включая последнюю, результаты которой были приняты к сведению судом, показали, что Сафаров был полностью вменяем.
Сам Сафаров показал на суде, что в разгар Карабахской войны, в августе 1993 года, когда армянские вооружённые формирования напали на его родной край, он находился дома. Эта версия, однако, противоречила другим его показаниям, согласно которым, в период между 1992 и 1996 годами он проходил обучение в Баку и Турции.
В своём последнем слове Сафаров попросил суд учесть его психическое состояние, но так и не раскаялся в содеянном.
13 апреля 2006 года венгерский суд признал Сафарова виновным в совершении преступления, предусмотренного ч. 2 ст. 166 УК Венгрии (убийство с отягчающими обстоятельствами), и приговорил к пожизненному лишению свободы без права обращения за помилованием в течение 30 лет. Судья Андраш Вашкути, председательствовавший на процессе, отметил, что убийство носило запланированный характер и отличалось особой жестокостью, а Сафаров в ходе судебного следствия не проявил никаких признаков раскаяния в содеянном.
После вынесения приговора адвокаты Сафарова обратились в Апелляционный суд Венгрии с ходатайством о его смягчении, апеллируя к тому, что Сафаров является представителем другой культуры и венгерской стороне не понять мотивов, подвигнувших его на этот шаг. В ходе апелляционных слушаний Сафаров вновь не признал своей вины. Решением от 22 февраля 2007 года Апелляционный суд Венгрии оставил приговор без изменений.
Находясь в заключении в ожидании суда, Рамиль Сафаров также совершил нападение на венгерских охранников, за что в отношении него было возбуждено отдельное уголовное дело, по которому он получил дополнительно два с половиной года лишения свободы.

### Реакция
В Азербайджане мнения о поступке Сафарова разделились: от признания его героем до признания предателем Азербайджана. Также поступок Сафарова используется некоторыми политиками и СМИ для собственного пиара. Ряд официальных лиц, депутаты парламента и политики неоднократно призывали представить Сафарова к званию «Герой Азербайджана».
Не представленная в парламенте Азербайджана и не зарегистрированная в Минюсте радикальная Национал-демократическая партия назвала Рамиля Сафарова «человеком года» «за заслуги в области защиты интересов государства и национальных интересов», а также провозгласила его почётным членом Национал-Демократической партии Азербайджана. Азербайджанский омбудсмен Эльмира Сулейманова после оглашения приговора назвала решение суда несправедливым и выразила надежду, что Сафаров будет экстрадирован в Азербайджан. Ранее она заявила, что «Сафаров должен стать примером патриотизма для азербайджанской молодёжи». В заявлении, принятом от имени Национального совета молодёжных организаций Азербайджанской Республики, говорится что Сафаров подвергся несправедливости «в результате целенаправленной деятельности армян и проармянских сил». В то же время часть азербайджанских публицистов назвали поступок Сафарова преступным и несовместимым с офицерской честью, а попытку героизации Сафарова — безответственной и способствовавшей суровости приговора.
После оглашения приговора «Организация освобождения Карабаха» организовала в центре Баку акцию протеста, в ходе которой несколько сотен студентов скандировали «Свободу Рамилю Сафарову!». Полиция разогнала демонстрацию, часть демонстрантов, в том числе глава организации Акиф Наги, были задержаны. На страницах азербайджанской газеты «Зеркало» Акиф Наги охарактеризовал Сафарова как «жертву армянского терроризма и провокаций».
Министерство иностранных дел Азербайджанской Республики выразило сожаление в связи с происшедшим 19 февраля в Будапеште инцидентом. Оно выразило соболезнования коллегам и семье погибшего и одновременно заявило: «По имеющейся информации, армянский военнослужащий неоднократно делал заявления, задевающие честь и достоинство офицера и гражданина Азербайджана, оскорбляющие память жертв армянской агрессии. Всё это не могло не сказаться на эмоциональном состоянии Рамиля Сафарова». «Мы не приветствуем происшедшее в Будапеште и считаем, что Рамиль Сафаров должен был поступить в соответствии с военным уставом и обратиться к руководству центра, где проводились курсы НАТО», — заявил глава пресс-службы Минобороны Азербайджана Рамиз Меликов.
В связи с ростом количества комитетов и организаций, объявивших своей задачей и целью «защиту прав» Сафарова, депутат Милли меджлиса (парламента) Анар Мамедханов вызвался выступить координатором их действий. По его словам, Сафарова следует защищать на государственном уровне. Это, согласно ему, относится не только к госструктурам, но и к общественности и каждому гражданину Азербайджана.
По утверждению британского журналиста Тома де Ваала, после убийства в Армении существовал миф, что в Азербайджане все считают Сафарова национальным героем. В то же время он отмечал, что несмотря на то, что многие азербайджанцы испытали чувство стыда за действия Сафарова, в Азербайджане некоторые члены парламента осмелились назвать Сафарова героем. Согласно де Ваалу, отношение к Сафарову в Азербайджане коренным образом изменилось после его освобождения и героизации в 2012 году (см. секцию Передача Азербайджану и освобождение). По мнению известного азербайджанского адвоката Фуада Агаева, суровости приговора сильно поспособствовали некоторые организации, общественные объединения, функционирующие в Азербайджане. «Нельзя использовать этого, я бы сказал, несчастного человека и его поступок в каких-то своих целях, — заявил он. — Необходимо срочно прекратить идущую сейчас кампанию по возведению Сафарова в ранг национального героя. Никакой он не герой».
В Армении же лидер «Партии Прогресса» (не участвует в выборах в парламент Армении) Тигран Уриханян заявил, что назначает вознаграждение в сумме 125 тысяч долларов человеку, который убьёт Рамиля Сафарова.
25 августа 2011 года, к 34-летию Сафарова, некоторые азербайджанские СМИ поздравили его и назвали «настоящим воином», а его поступок охарактеризовали как «жертву во имя Азербайджана». 25 августа 2011 года, выступая на международном форуме ASAIF, заведующий отделом Администрации Президента Азербайджанской Республики Эльнур Асланов отметил «доблесть поступка Сафарова» и заявил, что он пожертвовал собой ради процветания страны.

#### Освещение в азербайджанских СМИ
Специалист по СМИ из Вашингтонского университета Кэти Пирс (англ. Katy Pearce) провела анализ азербайджанских новостей, рассказывающих о деле Сафарова.
Первые сообщения содержали сведения о том, что Сафаров был из семьи беженцев и что многие из его родственников погибли во время карабахского конфликта, однако не содержали каких-либо подробностей о беженцах и указывали разное количество погибших. На второй день Министерство иностранных дел Азербайджана заявило, что Маргарян оскорблял Сафарова, но подробности снова отсутствовали. Через неделю представитель организации ветеранов Карабаха заявил, что не исключает оскорблений со стороны Маргаряна. 25 февраля в сообщении азербайджанского канала «Space TV» высказывалась версия «из неофициальных источников» о целенаправленном психологическом давлении на Сафарова со стороны Маргаряна. Пирс замечает, что эти источники неизвестны на момент написания её статьи (сентябрь 2012 года). 27 февраля азербайджанский омбудсмен заявил, что Маргарян на глазах Сафарова чистил свою обувь азербайджанским флагом. На суде не было предоставлено ни одного свидетеля, подтверждающего оскорбления со стороны Маргаряна или факта чистки обуви флагом, тем не менее азербайджанские СМИ подавали это как установленный факт.
Пирс находит множество сомнительных мест в такой интерпретации событий и расценивает её как «компромат» — использование сомнительных фактов, иногда с элементами истины, а иногда полностью необоснованными. Пирс полагает, что эти сообщения убедили азербайджанцев, так как азербайджанское общество склонно верить государственным СМИ, а также потому, что сообщения попали на подготовленную антиармянскую почву в Азербайджане.

## Деятельность в тюрьме
Отбывая наказание, Сафаров перевёл с венгерского на азербайджанский язык два романа венгерских писателей: «Дверь» (венг. Az ajtó, 1987) Магды Сабо и «Мальчишки с улицы Пала» (венг. A Pál utcai fiúk, 1906) Ференца Мольнара. Первая книга была опубликована в 2011 году азербайджанским издательством «Чыраг», а вторая была презентована в Баку. Первую работу Сафаров посвятил своей матери Нубар Сафаровой, скончавшейся в октябре 2009 года.

## Передача Азербайджану и освобождение
Адвокаты Сафарова ещё до начала судебного процесса предлагали экстрадировать его на родину и провести суд над ним в Азербайджане. Но венгерские власти, после протестов армянской стороны, отказали им в этом.
После суда Министерство юстиции Азербайджана продолжило попытки добиться экстрадиции Сафарова на родину. Министр иностранных дел Армении Эдвард Налбандян заявил, что в ответ на многократные запросы о недопустимости экстрадиции Сафарова на родину, которые армянская сторона, включая президента страны, направляла венгерским властям, их всегда заверяли, что подобный шаг абсолютно исключён. Последние подобные заверения, по его словам, были получены от МИД и Министерства юстиции Венгрии в конце августа 2012 года, за несколько дней до передачи Сафарова.
31 августа 2012 года Министерство государственного управления и юстиции Венгрии опубликовало на сайте венгерского правительства сообщение о результатах переговоров с Министерством юстиции Азербайджана, где последние гарантировали, что в случае передачи Сафарова в Азербайджан он продолжит там исполнение наказания, наложенного венгерским судом, и что по азербайджанским законам приговорённые к пожизненному заключению, как Сафаров, могут получить условно-досрочное освобождение не раньше чем через 25 лет после начала исполнения наказания. На основании этого, как следовало из сообщения, венгерская сторона в рамках Конвенции о передаче осуждённых лиц 1983 года сочла возможным разрешить передачу Сафарова для дальнейшего исполнения наказания на родине.
В этот же день Венгрия передала Сафарова в руки азербайджанских властей, а сразу по прилёте в Баку он был освобождён, и было объявлено о его помиловании президентом Азербайджана Ильхамом Алиевым. Сафарова, имевшего звание старшего лейтенанта, повысили сразу до майора, подарили квартиру и выплатили офицерское жалованье за все восемь лет, которые он провёл в заключении.
Решение азербайджанских властей привело к крупному международному скандалу. Армения разорвала дипломатические отношения с Венгрией, заявив, что Будапешт «совершил серьёзную ошибку», экстрадировав Сафарова на родину (с Азербайджаном у Армении дипотношений нет вообще). «Это не просто убийство, а убийство на почве этнической неприязни, которое оправдывается властями страны — члена Европейского Союза», — заявил президент Армении Серж Саргсян.
Венгерское правительство, в свою очередь, заявило, что было «ошеломлено» решением президента Алиева. Азербайджанский посол был вызван в венгерский МИД, где ему вручили официальную ноту протеста и сообщили, что подобные действия не соответствуют уровню доверительных отношений между двумя странами, и что Венгрия расценивает помилование Рамиля Сафарова как неприемлемое и осуждает его.
В ответ на международную критику Администрация президента Азербайджана, а позже и сам Ильхам Алиев во время совместной пресс-конференции в Баку с генеральным секретарём НАТО Андерсом Фог Расмуссеном заявили о том, что Конвенция не запрещает помилование осуждённых лиц, если национальное законодательство страны допускает такую возможность, а в соответствии с конституцией Азербайджана президент страны имеет право помиловать любого осуждённого, отбывающего наказание на территории Азербайджана. Что касается их обещания венгерской стороне, азербайджанские власти указали на то, что Сафаров был освобождён ими не условно-досрочно, а через президентское помилование, о котором в их договорённостях речь не шла. «Наш офицер уже отбыл 9 лет ареста. Он был наказан, а решение о его помиловании является правильным с правовой точки зрения. Это решение, принятое Президентом, и это правильное решение. Азербайджан вернул на родину своего офицера», — сказал Ильхам Алиев.
Сам Сафаров назвал своё освобождение «несколько неожиданным».
В декабре 2017 года Рамилю Сафарову было присвоено звание полковник-лейтенанта.

### Реакция в Азербайджане
В Азербайджане Рамиля Сафарова встретили как героя. В аэропорту им. Гейдара Алиева его встречали высокопоставленные должностные лица и журналисты. Позже в тот же день Сафаров в присутствии журналистов возложил цветы на могилу Гейдара Алиева и посетил Аллею шахидов.
В Сумгаите тысячи людей вышли на улицы города и праздновали помилование Сафарова, скандируя «Рамиль, мы гордимся тобой». Заместитель исполнительного секретаря правящей партии «Новый Азербайджан» Мубариз Гурбанлы заявил, что «освобождение Сафарова является логическим продолжением внимания нашим патриотам и людям с национальным духом». Большинство граждан, опрошенных азербайджанским новостным агентство 1news.az, также поддержали помилование. На сайте Президента Азербайджана появился специальный раздел, в котором публикуются благодарственные письма граждан президенту за его решение об освобождении Сафарова.
При этом, однако, в азербайджанском обществе были и те, кто не одобрил решение властей. Проф. Рахман Бадалов отметил, что действия, предпринятые после экстрадиции и помилования Сафарова (торжественная встреча в аэропорту, повышение в воинском звании, оплата жалованья за все годы пребывания в венгерской тюрьме, предоставление квартиры, и пр.) фактически превратили помилование в реабилитацию, что, по его мнению, неприемлемо, так как речь идёт о преступлении, доказанном в ходе судебного разбирательства. Политолог Зардушт Ализаде связывает это решение Алиева с предстоящими через год выборами президента Азербайджана и попыткой создать героический образ президента, освободившего Сафарова, при этом отвлекая внимание населения от нерешённой карабахской проблемы.
Народная артистка СССР Зейнаб Ханларова заявила, что в мире есть два героя — Ильхам Алиев и Рамиль Сафаров — и что будь она на его месте, то поступила бы точно так же.
Ведущий азербайджанский новостной портал на русском языке Day.Az призвал своих читателей, «кому небезразличен имидж своей страны», «активно исправлять» данную страницу Википедии о Рамиле Сафарове «во избежания искажения информации» со стороны «армянских националистов с их воспалённой фантазией».

### Реакция в Армении
Вице-спикер парламента Армении Эдуард Шармазанов заявил, что решение о помиловании «является очередным доказательством того, что Азербайджан на государственном уровне поощряет и осуществляет политику армянофобии и фашизма».
31 августа в Ереване несколько десятков человек забросали здание венгерского почётного консульства (в Армении нет венгерского посольства) помидорами, сорвали с него венгерский флаг и сожгли изображение Рамиля Сафарова. На следующий день в протесте участвовало уже около 300 человек. Демонстранты обклеили здание консульства плакатами с надписями «Венгрия, давай, до свидания» и «Ты сошла с ума, Венгрия?», а затем сорвали и сожгли венгерский флаг.
Армянские аналитики связывают неожиданное решение Венгрии экстрадировать Сафарова на родину с появившейся за неделю до этого в венгерских СМИ информацией о намерении Азербайджана приобрести венгерские государственные облигации на сумму в 2—3 миллиарда евро.
По мнению представителя оппозиционного Армянского Национального Конгресса Гранта Багратяна, освобождение Рамиля Сафарова стало однозначным поражением армянской дипломатии, не сумевшей предотвратить его экстрадицию. Однако политолог Артак Бегларян, наоборот, полагает что инцидент с Сафаровым оказался «политической наградой» для Армении, и официальный Ереван должен максимально использовать его: «Азербайджану удалось дать Армении и международному сообществу кратковременную пощёчину, однако происшедшее даёт возможность ослабить позиции Азербайджана, как в плане пропаганды, так и в аспекте переговоров [по Нагорному Карабаху]». Ещё более категоричной точки зрения придерживается директор Института Кавказа, политолог Александр Искандарян, полагающий что «в итоге Армения получила огромный аргумент во взаимодействии с Азербайджаном, Минской группой и вообще процессом вокруг Карабаха».

### Реакция в Венгрии
Сотрудник МИД Венгрии Андраш Рац признал, что дело Сафарова будет иметь тяжёлые последствия для международного престижа Венгрии. По его словам, общественному мнению Запада и дипломатии будет трудно объяснить передачу Азербайджану «убийцы с топором», который считается в этой стране «национальным героем». Как признал Рац, Венгрия сознательно пошла на дипломатические потери, связанные с делом Сафарова. Бывший премьер-министр Венгрии Ференц Дьюрчань заявил, что «Венгрия продала свою честь в надежде на кредит Азербайджана», и призвал к отставке министра юстиции. Венгерская социалистическая партия созвала совещание комитета по иностранным делам парламента Венгрии. Венгерские СМИ опубликовали копию письма министерства юстиции Азербайджана от 15 августа 2012 года, где заявляется, что, в соответствии со статьёй 57.3 Уголовного кодекса Азербайджанской Республики, для отбывающего пожизненное наказание оно может быть заменено судом лишением свободы на определённый срок, и он может быть освобождён условно-досрочно только после того, как отбудет в заключении срок не менее двадцати пяти лет. Некоторые венгерские СМИ расценили это письмо как преднамеренный обман со стороны Азербайджана.
Лидер Венгерской социалистической партии Аттила Мештерхази связал решение выдать Сафарова с обсуждаемой покупкой Азербайджаном венгерских облигаций и назвал решение выдать Сафарова позором для Венгрии.
В связи с экстрадицией Сафарова глава конференции венгерских католических епископов направил письмо сочувствия армянскому католикосу. Президент Синода венгерской реформатской церкви Бёльчкеи и представители евангелистской церкви заявили, что действия властей Венгрии законны, но достойны осуждения.
На запрос радиостанции «Голос Америки» пресс-секретарь венгерского Министерства общественного управления и юстиции Вероника Шуж сказала: «У нас нет никого, кто согласится дать вам интервью. У нас есть только письменное заявление. Оно называется „Власти Азербайджана гарантируют, что Рамиль Сафаров отбудет своё наказание“». 2 сентября посол Азербайджана в Венгрии Вилаят Гулиев был приглашён в МИД Венгрии, где госсекретарь Жолт Немет вручил ему дипломатическую ноту протеста, в которой говорилось, что история с Сафаровым не соответствует духу доверия между двумя странами. Согласно ноте, правительство Венгрии ошеломлено информацией об амнистии Сафарова и осуждает Азербайджан за нарушение международного права и обещания, высказанного в письме от 15.08.2012, в котором Азербайджан информировал венгерскую сторону о невозможности условно-досрочного освобождения Сафарова по решению суда раньше чем через 25 лет заключения.
Комментируя ситуацию в Венгрии, информационное агентство «Regnum» отмечает, что общественное мнение в стране крайне негативно относится к происшедшему, поскольку преступление Сафарова в своё время имело громкий резонанс. Тогда оно поразило венгров своей дикостью. Правительству Фидес и лично Орбану сейчас предъявлено народом неформальное обвинение в следовании двойным стандартам. На стороне правительства Венгрии выступила венгерская националистическая партия Йоббик.
4 сентября 2012 года в Будапеште на площади Кошута перед зданием министерства управления и юстиции состоялся многотысячный митинг под лозунгом «Мы просим прощения у армянского народа и всего мира», организатором которого выступило общественное движение «Миллион за свободу венгерских СМИ» (Milla). Демонстранты потребовали отставки венгерского премьер-министра Орбана.
6 сентября венгерский сайт nol.hu опубликовал внутренний документ государственного Венгерского института международных отношений об истории с Сафаровым. Согласно документу, экстрадиция Сафарова обсуждалась на встрече президента Азербайджана Ильхама Алиева и премьер-министра Венгрии Виктора Орбана, где Алиев обещал, что Сафаров продолжит отбывать наказание в Азербайджане. Однако, поскольку Баку представляет важность для Венгрии, последняя не заявляет открыто, что Алиев их обманул. Авторы документа советуют правительству Венгрии говорить о недопонимании в этом вопросе и прогнозируют восстановление армяно-венгерских отношений в среднесрочной перспективе.

### Реакция других стран и организаций

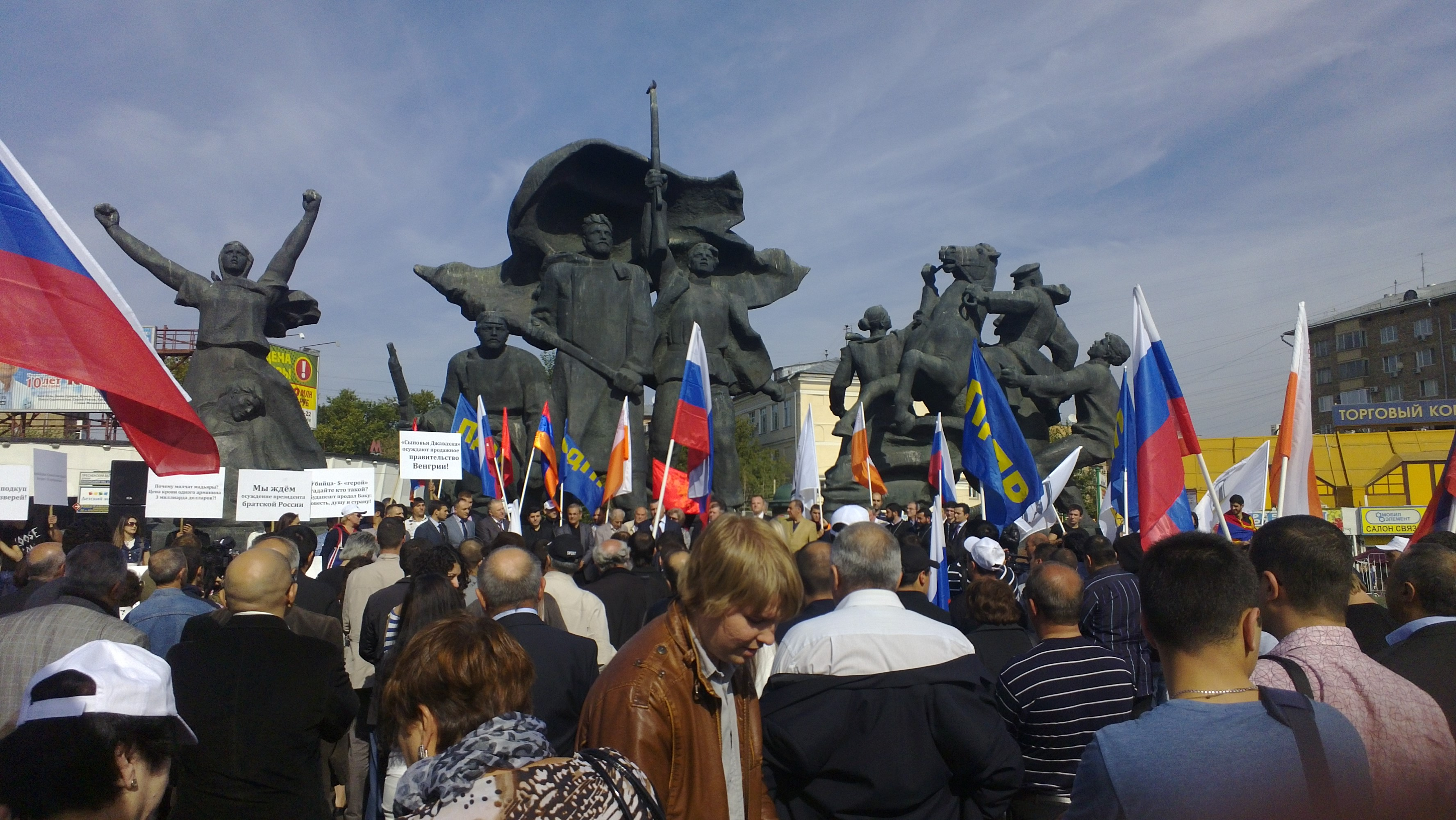
Митинг осуждения экстрадиции и освобождения Сафарова, Москва, 14 сентября 2012 года

Администрация США осудила азербайджанские власти, выразила разочарование по поводу решения помиловать Сафарова и заявила, что «эта акция идёт вразрез с продолжающимися усилиями, направленными на снижение региональной напряжённости и содействие примирению». Также США потребовали объяснения от Венгрии по поводу решения передать Сафарова Азербайджану. В связи с этим руководитель пресс-службы МИД Азербайджана Эльман Абдуллаев заявил, что «тот факт, что правительство США вмешивается в отношения двух независимых государств — Азербайджана и Венгрии, вызывает недоумение», и что «американская позиция связана со внутриполитическим контекстом в преддверии выборов в США». 11 сентября пресс-секретарь Госдепартамента США призвала Азербайджан выполнять обязательства в отношении Сафарова, взятые до выдачи. 21 сентября помощник госсекретаря США по делам Европы и Евразии Филипп Гордон заявил, что США шокированы героизацией Сафарова и не удовлетворены объяснениями Венгрии и Азербайджана.
Решение выдать Сафарова также было подвергнуто критике со стороны председателя Всемирного совета церквей Олафа Твейта.
Генсек ОДКБ Николай Бордюжа заявил, что решение властей Азербайджана о помиловании Сафарова идёт вразрез с нормами международного права, и что «этот шаг, явно сделанный в угоду конъюнктурным политическим целям, не может быть ничем оправдан. Более того, героизация преступника будет лишь способствовать нарастанию и без того высокой региональной напряжённости». 3 сентября МИД России распространило заявление по поводу экстрадиции Венгрией Сафарова: «В России, являющейся сопредседателем Минской группы ОБСЕ по нагорно-карабахскому урегулированию, с глубокой озабоченностью восприняты сообщения о помиловании Баку азербайджанского военнослужащего Р. Сафарова, осуждённого венгерским судом на пожизненное заключение за совершённое в Венгрии в 2004 г. убийство с особой жестокостью армянского офицера, а также о предшествовавшем этому решении венгерских властей экстрадировать его в Азербайджан. Считаем, что эти действия азербайджанских, равно как и венгерских властей идут вразрез с усилиями, согласованными на международном уровне, в первую очередь по линии Минской группы ОБСЕ, и направленными на снижение напряжённости в регионе».
Пресс-секретарь министра иностранных дел Европейского союза Кэтрин Эштон, Мая Кочиянчич, заявила, что Европейский союз обеспокоен решением президента Азербайджана помиловать офицера Рамиля Сафарова и призывает власти Азербайджана и Армении не допустить эскалации напряжённости в двухсторонних отношениях. Также она высказала мнение, что Азербайджан обманул Венгрию, и потребовала от азербайджанских властей объяснений в связи с освобождением Сафарова. Сопредседатели Минской группы ОБСЕ выразили глубокую озабоченность и сожаление по поводу ущерба, который помилование и любые попытки возвеличить преступление могут нанести мирному процессу и доверию между сторонами конфликта. Возможность нанести вред переговорам в результате действия Азербайджана отметила Франция. Комиссар Совета Европы по правам человека Нил Муйжниекс резко осудил решение президента Азербайджана Ильхама Алиева о помиловании и прославлении Рамиля Сафарова и отметил, что «возвеличивание и вознаграждение таких лиц бросает вызов всем принятым нормам и стандартам защиты прав человека». Генеральный секретарь Совета Европы Турбьёрн Ягланд заявил, что героизация совершённого Сафаровым преступления неприемлема. Глава Европарламента Мартин Шульц отметил, что помилование Сафарова является злоупотреблением в политических целях конвенцией о передаче осуждённых. Также осудили решение об освобождении и героизации Сафарова постоянный председатель ЕС Херман ван Ромпёй и президент Парламентской ассамблеи Совета Европы Жан-Клод Миньон. 7 сентября, выступая в Азербайджанской дипломатической академии, Генеральный секретарь НАТО Андерс Фог Расмуссен выразил обеспокоенность решением Азербайджана помиловать Рамиля Сафарова и заявил что восхваление преступления подрывает доверие. Также осуждение помилования Сафарова высказала верховный комиссар ООН по правам человека Наванатем Пиллай.
История с освобождением Сафарова была крайне негативно оценена некоторыми российскими СМИ. «Независимая газета» приходит к выводу, что главным итогом выдачи Сафарова является то, что в дальнейших переговорах армянская сторона получила возможность указывать на несостоятельность азербайджанских заявлений и обещаний, связанных с армянами, и Баку не сможет возразить на этот серьёзный для Запада аргумент. «Коммерсантъ» отмечает, что по данным же СМИ, сделка состоялась благодаря обещанию Баку приобрести гособлигации Венгрии на 3 млрд евро.
Известный специалист по Закавказью журналист Том де Ваал, оценивая решение Ильхама Алиева освободить Сафарова как «глубоко провокационное», полагает, что оно связано с качеством советов, которые Алиев получает от своего окружения. Согласно де Ваалу, этим решением престижу Азербайджана был нанесён колоссальный ущерб. Де Ваал также полагает, что за последние годы Баку потратил десятки миллионов долларов на создание образа динамично развивающейся страны, но теперь результат этих затрат и усилий неизбежно будет дополняться образом правительства, приветствующего возвращение домой убийцы. NY Times также видит в этой истории серьёзные репутационные потери для Азербайджана и замечает, что освобождение Сафарова уже получило нарицательное название «Дело Сафарова» (англ. The Safarov Affair) и войдёт в историю. Институт по освещению войны и мира (IWPR) отмечает озабоченность азербайджанцев, следящих за иностранными СМИ, сильно повреждённой репутацией страны.
С резкой критикой по делу Сафарова выступила Amnesty International. Осудив действия азербайджанских властей как поощряющие насилие на этнической почве против армян, AI потребовала у Азербайджана отобрать все льготы у Сафарова и публично осудить этническое насилие.
13 сентября 2012 года Европарламент принял резолюцию 2012/2785(RSP), в которой выразил сожаление о решении президента Азербайджана о помиловании Сафарова и отметил, что это решение усиливает эскалацию напряжения между Арменией и Азербайджаном. Европарламент оценил помилование как нарушение духа конвенции об экстрадиции и гарантий, данных Азербайджаном Венгрии. В резолюции выражено сожаление по поводу героических почестей, которых был удостоен в Азербайджане Сафаров и высказывается беспокойство, что это подаёт пример для будущих азербайджанских поколений. 1 октября 2012 года Милли Меджлис Азербайджана принял ответное заявление, в котором выражено сожаление по поводу принятой Европарламентом резолюции. Также в Милли Меджлисе по инициативе спикера Октая Асадова было решено создать специальную комиссию для выработки обращения к мировым организациям в связи с Рамилем Сафаровым.
Постоянный комитет Парламентской ассамблеи Совета Европы в специальной резолюции «2022 (2014)», принятой 18 ноября 2014 года на основе доклада делегата от Великобритании Кристофера Чопа, заявил, что Азербайджан использовал «Конвенцию о передаче осуждённых лиц» для освобождения Сафарова, который был встречен в Азербайджане как герой, а также получил продвижение по службе и другие награды. Постоянный комитет ПАСЕ осудил действия Азербайджана по передаче Сафарова Азербайджану и дальнейшему освобождению, считая это нарушением принципов добросовестности и верховенства закона.
Выдвинутые против Азербайджана обвинения и оказанное давление в связи с возвращением на Родину и помилованием Рамиля Сафарова Ильхам Алиев назвал не имеющими никаких оснований, заявив, что «всё было в рамках закона, на основе принятых Европой конвенций».
Европейский суд по правам человека в 2020 году постановил, что помилование Сафарова властями Азербайджана явилось нарушением права на жизнь и запрета дискриминации. В действиях Венгрии ЕСПЧ нарушений Европейской конвенции о правах человека не усмотрел.